# The Music
Pour les articles homonymes, voir Music.
 (mai 2015).
Si vous disposez d'ouvrages ou d'articles de référence ou si vous connaissez des sites web de qualité traitant du thème abordé ici, merci de compléter l'article en donnant les références utiles à sa vérifiabilité et en les liant à la section « Notes et références ».
The Music est un groupe anglais de rock alternatif formé en 1999 à Kippax, village de l'agglomération de Leeds. Composé de Robert Harvey (chant, guitare), Adam Nutter (guitare), Stuart Coleman (basse) et Phil Jordan (batterie), le groupe est devenu célèbre avec la sortie de son premier album, The Music, en 2002. Le groupe a sorti deux autres albums studio, Welcome to the North (2004) et Strength in Numbers (2008), avant de se séparer en 2011. Le groupe se reforme en 2020.

## Biographie
The Music est tiraillé entre pop simpliste et bruits psychédéliques dans des morceaux étranges qui ont pour prétention de nous faire danser avec des guitares. Un vaste programme auquel de nombreux groupes (tels Junkster ou Rinôçérôse) se frottent également. Mais ces teen-agers, signés chez Hut (Smashing Pumpkins, The Verve, Placebo), développent leur propre style. Le résultat du premier album produit par Jim Abbiss (Björk) est hétéroclite et résonne en nos oreilles comme du Sigur Rós mis à la sauce Underworld. Dès la première écoute, on sautille et on plane dans un même mouvement tournoyant qui ne semble pas vouloir se figer. La voix excitée de Robert Harvey chantonne des paroles innocentes (dont les intonations ne sont pas sans rappeler Robert Plant) dans une ambiance bruyante (entre Pink Floyd et Radiohead) au sein de laquelle surgit une rythmique « dance ».
À noter que The Music a assuré quelques premières parties de U2 et de Oasis lors de leur précédente tournée.
Le troisième album du groupe intitulé Strength in Numbers est sorti le 16 juin 2008, précédé du premier single au titre éponyme.

## Membres
- Robert Harvey — chant, guitare
- Adam Nutter — guitare
- Stuart Coleman — basse
- Phil Jordan — batterie